# Fiat 500e (2020)
Fiat 500e är en elbil som tillverkas av den italienska biltillverkaren Fiat sedan 2020. 
Den nya generationen Fiat 500 är utvecklad för eldrift. Den kommer att tillverkas parallellt med den äldre generationen som behåller förbränningsmotorn. Batteriet har en kapacitet på 42 kWh vilket ger en räckvidd på 320 km.